# Renier González
Renier González (ur. 21 listopada 1972 w Jagüey Grande w prowincji Matanzas) – kubański szachista i trener szachowy, reprezentant Stanów Zjednoczonych od 2004, arcymistrz od 2008 roku.

## Kariera szachowa
W 1989 zdobył tytuł wicemistrza Kuby juniorów. W latach 1994–1999 czterokrotnie startował w finałach indywidualnych mistrzostw Kuby (najlepszy wynik: Las Tunas 1997 – VIII m.), natomiast w 2004 i 2006 był uczestnikiem finałów mistrzostw Stanów Zjednoczonych.
Normy na tytuł arcymistrza wypełnił w latach 2004 (w Mashantucket, turniej Foxwoods Open i w Lindsborgu) oraz 2007 (w Banyoles, dz. I m. wspólnie z Jose Gonzalezem Garcią, Mihailem Marinem i Lewanem Aroszidze).
Odniósł szereg sukcesów indywidualnych, zwyciężając bądź dzieląc I miejsca m.in. w: Hawanie (1994, 1998), Javei (1996), Castellónie (1996), Cienfuegos (1998), Pinar del Río (1999), Ciego de Avila (1999), Itagui (2000), Boyaca (2001), Manizales (2001), Broward (2002), Coamo (2002), Miami (2002 – dwukrotnie, 2003 – dwukrotnie, 2004), Melbourne (2003), Orlando (2004) oraz Boca Raton (2003, 2004, 2005 – dwukrotnie, 2009).
Najwyższy ranking w karierze osiągnął 1 stycznia 1996, z wynikiem 2560 punktów zajmował wówczas 1. miejsce wśród kubańskich szachistów.
Jako szachowy trener pracował w Jagüey Grande (do 1995), Walencji (1995), Matanzas (1995–1999), Bogocie (1999–2001), San Antonio del Táchira (2001), a od 2001 w Stanach Zjednoczonych.